# Mètode de l'ADN ramificat
En biologia, el mètode de l'ADN ramificat (o assaig bDNA pel terme anglès branched DNA) és una prova que cerca cadenes específiques d'àcids nucleics, utilitzada típicament per detectar retrovirus com el VIH. Tanmateix, aquest assaig es pot utilitzar per detectar i quantificar altres tipus d'ARN o ADN objectiu. En l'assaig, es mescla ADN ramificat amb la mostra que cal analitzar. La detecció es fa per un mètode no radioactiu i no és necessària una preamplificació de l'àcid nucleic perquè sigui detectat. L'assaig es basa completament en la hibridització com a principi. S'utilitzen enzims per indicar el grau d'hibridització però no per manipular els àcids nucleics. Així doncs, es poden detectar i quantificar quantitats petites d'un àcid nucleic sense que calgui una transcripció inversa (en el cas de l'ARN) i/o una PCR. L'assaig es pot dur a terme com un "assaig d'alta capacitat" que difereix del Northern blotting quantitatiu o de l'assaig de protecció de l'ARNasa, que requereixen molt de treball i, per tant, són difícils d'efectuar sobre un nombre gran de mostres. L'altra principal tècnica d'alta capacitat utilitzada en la quantificació de molècules d'ARN específiques és la PCR quantitativa després de la transcripció inversa de l'ARN en ADNc.
Es fan servir diverses molècules curtes d'ADN monocatenari diferents (oligonucleòtids) en un mètode de l'ADN ramificat. Els oligonucleòtids de captura i captura-extensors s'uneixen a l'àcid nucleic diana i l'immobilitzen sobre un suport sòlid. Aleshores, l'oligonucleòtid marcador i l'ADN ramificat detecten l'àcid nucleic diana immobilitzat. La immobilització de la diana sobre un suport sòlid fa més fàcil un rentat intensiu, cosa que redueix els falsos positius. Després de la unió de la diana amb el suport sòlid, se la pot detectar per l'ADN ramificat que està aparellat amb un enzim (com la fosfatasa alcalina). L'ADN ramificat s'uneix a l'àcid nucleic mostra per hibridització específica en àrees que no estan ocupades per híbrids de captura. La ramificació de l'ADN permet una decoració molt densa de l'ADN amb l'enzim, cosa que és important per l'alta sensibilitat de l'assaig. L'enzim catalitza una reacció d'un substrat que genera llum (detectable amb un luminòmetre). La quantitat de llum emesa augmenta amb la quantitat d'àcid nucleic específic present a la mostra. El disseny de l'ADN ramificat i la manera en què s'hibriditza amb l'àcid nucleic a investigar difereix entre diferents generacions de l'assaig de bDNA. Tot i que el material inicial no és preamplificat, l'assaig és extraordinàriament sensible. Els assajos bDNA més recents poden detectar menys de 100 còpies d'ARN del VIH per mL de sang.